# Michael Denis Gale
Michael Denis Gale (* 25. August 1943 in Wolverhampton; † 18. Juli 2009) war ein britischer Pflanzengenetiker, der sich vor allem mit Genetik von Getreidepflanzen und speziell Weizen befasste.

## Leben
Gale, dessen Eltern eine Farm in Drimpton in Dorset hatten, studierte ab 1962 Botanik an der Universität Birmingham und wandte sich dort bei Kenneth Mather der Genetik zu. 1965 erhielt er seinen Abschluss und setzte das Studium an der University College of Wales in Aberystwyth fort, wo er bei Hubert Rees studierte und 1969 bei John Thoday promoviert wurde mit einer Dissertation über die Genetik von Gerste. Inzwischen war er am Plant Breeding Institute (PBI) in Cambridge in der Abteilung Cytogenetik von Ralph Riley und setzte seine Forschung zur Genetik von Getreidepflanzen fort. 1990 kam er mit den Wissenschaftlern des PBI an den Nachfolger des PBI, das John Innes Centre in Norwich (mit formaler Integration der wissenschaftlichen Abteilungen des PBI 1994). Das PBI war von der britischen Regierung 1987 an Unilever verkauft worden, die wissenschaftlichen Abteilungen betraf.
Gale war wissenschaftlich führend in mehreren Aspekten der Getreide-Genetik und speziell des Weizens, einmal der genetischen Basis der Verzwergung, die der wesentliche Aspekt in der grünen Revolution der Weizenzucht war, dann in der Untersuchung des vorzeitigen Keimens, was zu Ernte- und Qualitätsverlusten führt. Außerdem entwickelte er die ersten umfassenden genetischen Karten von Weizen basierend Isoenzym- und DNA-basierten molekularen Markern und er war an der Entwicklung einer vergleichenden Genetik der Gräser basierend auf einer konservierten Ordnung von Genen und Chromosomabschnitten beteiligt, die konsistent mit einer Abstammung von einem gemeinsamen Vorfahren war. Er entwickelte außerdem mit seinem Team Techniken und genetische Marker, die weite Verbreitung fanden.
1994 erhielt er die Goldmedaille der Royal Horticultural Society und 1998 mit Graham Moore die Darwin-Medaille in Anerkennung ihrer Arbeit zur Struktur und Evolution der Getreide-Genome, die die Genetik der Getreidepflanzen revolutioniert hat, indem aufgezeigt wurde, dass die Genetik aller verschiedenen Getreidearten in einem gemeinsamen Rahmen betrachtet werden können (Laudatio).
1996 wurde er Fellow der Royal Society. Er war Ehrendoktor der Universität Birmingham und der Norwegian University of Life Sciences und hatte eine Ehrenprofessur an der Academia Sinica.
1969 heiratete er Susan Rosbotham, mit der er zwei Töchter hatte.

## Schriften (Auswahl)
- mit Katrien M. Devos: Comparative genetics in the grasses, Proc. Nat. Acad. Sci. USA, Band 95, 1998, S. 1971–1974